# گاوتینگ
گاوتینگ (به آلمانی: Gauting) یک شهر در آلمان است که در بایرن و در جنوب شرقی مونیخ واقع شده‌است.

## خصوصیات
گاوتینگ ۵۰٫۳۸ کیلومترمربع مساحت دارد ۵۶۴ متر بالاتر از سطح دریا واقع شده‌است.

## خواهرخوانده
شهرهای Clermont-l'Hérault و پتچوی خواهرخوانده‌های گاوتینگ هستند.